# Marden (Wiltshire)
Pour les articles homonymes, voir Marden.
Marden est une paroisse civile et un village du Wiltshire, en Angleterre.